# Force India
Force India a fost o echipă și constructor de curse de Formula 1 cu sediul în Silverstone, Regatul Unit, având o licență indiană. Echipa a fost formată în octombrie 2007, când un consorțiu condus de omul de afaceri indian Vijay Mallya și omul de afaceri neerlandez Michiel Mol au cumpărat echipa Spyker F1 pentru 88 de milioane de euro. În octombrie 2011, compania indiană Sahara India Pariwar, a achiziționat 42,5% din acțiunile Force India F1 pentru 100 de milioane USD.
După ce a trecut prin 29 de curse fără realizări, Force India a câștigat primele ei puncte din Campionatul Mondial de Formula 1, precum și o clasare pe podium, când Giancarlo Fisichella a terminat pe locul doi în Marele Premiu al Belgiei din 2009. Force India a marcat din nou puncte în cursa următoare, când Adrian Sutil a terminat pe locul patru și a stabilit primul cel mai rapid tur al echipei, la Marele Premiu al Italiei. Celelalte podiumuri ale echipei le reprezintă cele cinci clasări pe locul 3 în Marele Premiu al Bahrainului din 2014, Marele Premiu al Rusiei din 2015, Marele Premiu al Principatului Monaco din 2016, Marele Premiu al Europei din 2016 și Marele Premiu al Azerbaidjanului din 2018, toate obținute de Sergio Pérez.
În 2018, Vijay Mallya, acuzat de fraudă și de neplată la împrumuturi, nu și-a putut permite să continue să conducă echipa. Până în iulie 2018, înaintea Marelui Premiu al Ungariei, echipa a anunțat că a fost pusă în administrație de către Înalta Curte din Londra.  Activele companiei au fost cumpărate de un consorțiu de investitori, numit Racing Point UK, condus de Lawrence Stroll, tatăl pilotului Williams la acea vreme, Lance Stroll. Consorțiul a folosit activele pentru a crea o nouă intrare în sport numită Racing Point Force India, astfel încât constructorul care a debutat în 2008 și-a încetat activitatea după aproape 11 sezoane.

## Istoric

### Origini
Originile echipei se află în Jordan Grand Prix, care a intrat în cursele de Formula 1 în 1991 cu sediul la circuitul Silverstone. Jordan s-a bucurat de mulți ani în Formula 1, câștigând patru curse și obținând locul trei în Campionatul Constructorilor din 1999. Cu toate acestea, la fel ca multe dintre echipele mai mici din anii 2000, problemele financiare au însemnat că performanțele echipei s-au diminuat, iar proprietarul echipei, Eddie Jordan, a vândut compania Grupului Midland la începutul anului 2005.
Echipa s-a redenumit în Midland F1 Racing pentru 2006, înainte ca proprietarul Alex Shnaider să vândă echipa către Spyker Cars la jumătatea sezonului.

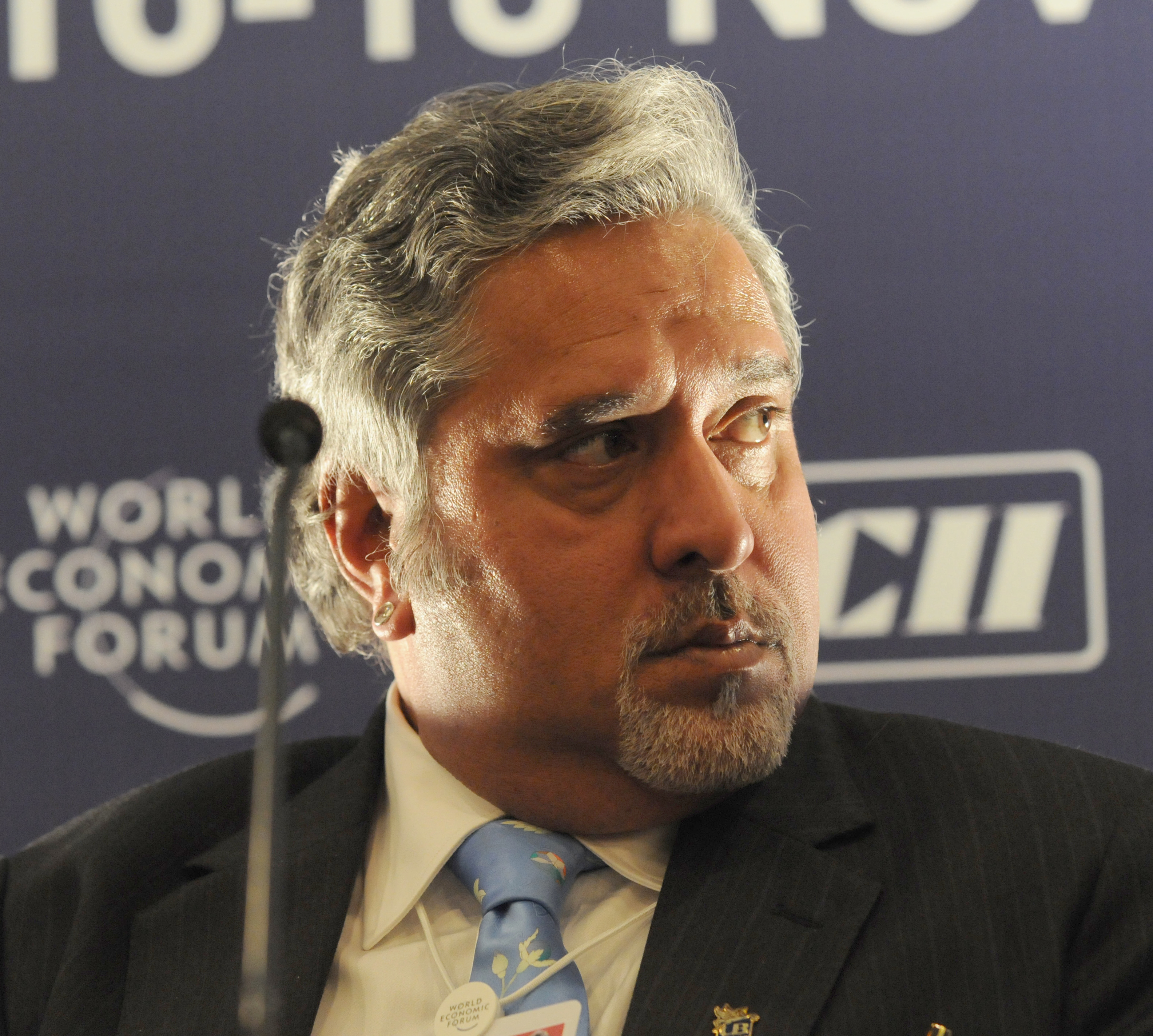
Vijay Mallya, proprietarul echipei.

Spyker F1 a obținut un punct în 2007 și a condus pentru scurt timp Marele Premiu al Europei; În ciuda acestui fapt, echipa s-a lovit din nou probleme financiare, și a fost vândută omului de afaceri indian Vijay Mallya, pe atunci președinte al United Breweries Group, și Michiel Mol, directorul de Formula 1 al Spyker. Echipa, cumpărată pentru 88 de milioane de euro, a fost redenumită ca Force India Formula One Team pentru sezonul 2008, și l-a păstrat pe directorul echipei Colin Kolles și designerul Mike Gascoyne.

### Sezonul 2008

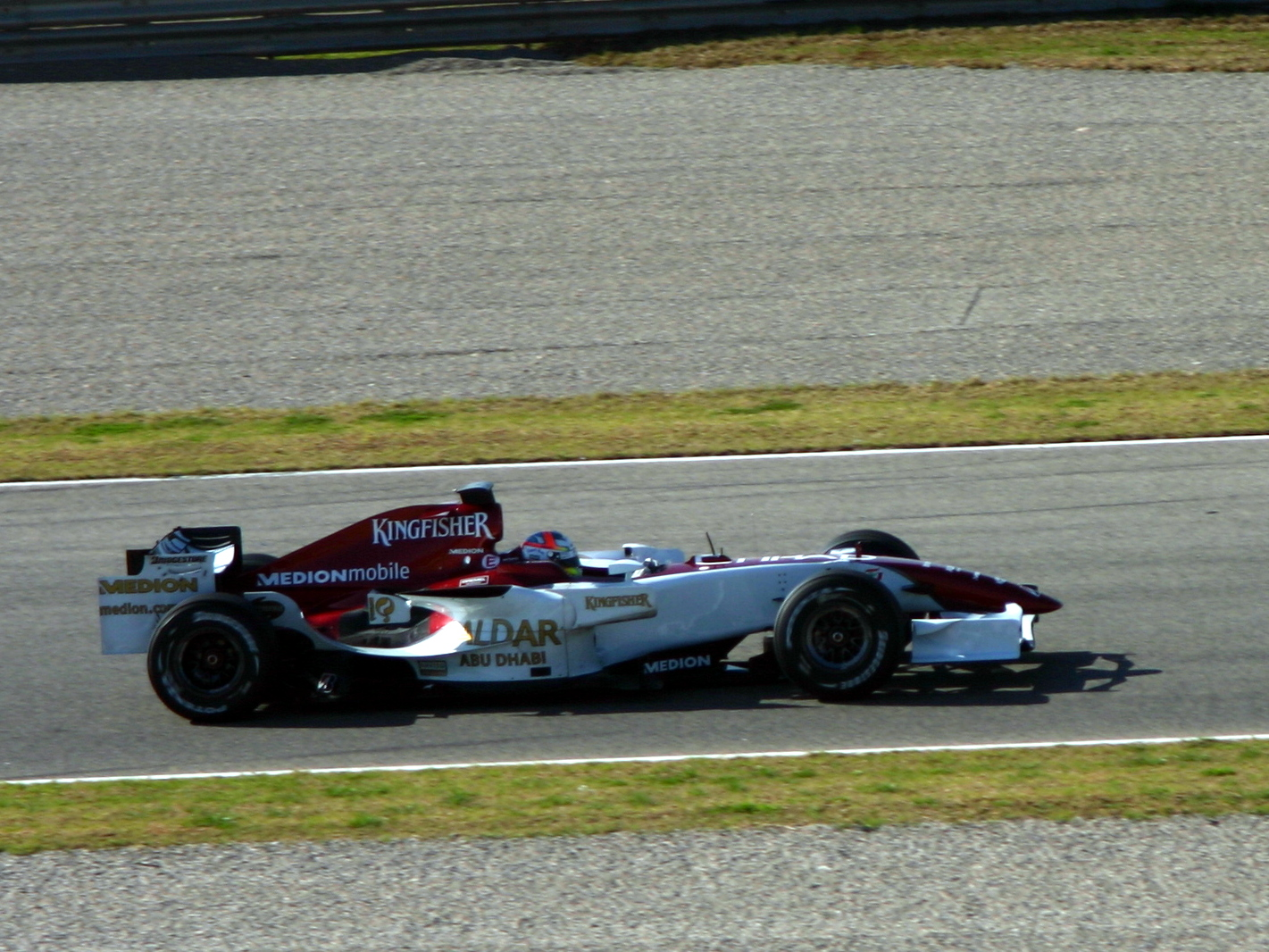
Adrian Sutil efectuând teste înaintea debutului din.

După ce l-a păstrat pe Adrian Sutil pentru primul sezon al echipei, Force India a efectuat teste de iarnă pentru al doilea pilot. Fostul pilot al Renault, Giancarlo Fisichella, a fost ales pentru scaunul de curse, iar Vitantonio Liuzzi și-a asigurat rolul de rezervă; aceștia au condus o versiune actualizată a șasiului Spyker F8-VIIB cu motoare Ferrari, redenumită Force India VJM01. Testarea mașinii începute în februarie, după ce lansarea a avut loc la Poarta Indiei din Mumbai. Cu un buget crescut și tuneluri de vânt de la compania de apărare EADS, echipa și-a stabilit obiectivul de a învinge Super Aguri, o echipă care a petrecut sezoanele anterioare luptându-se în spate cu predecesorii Force India.

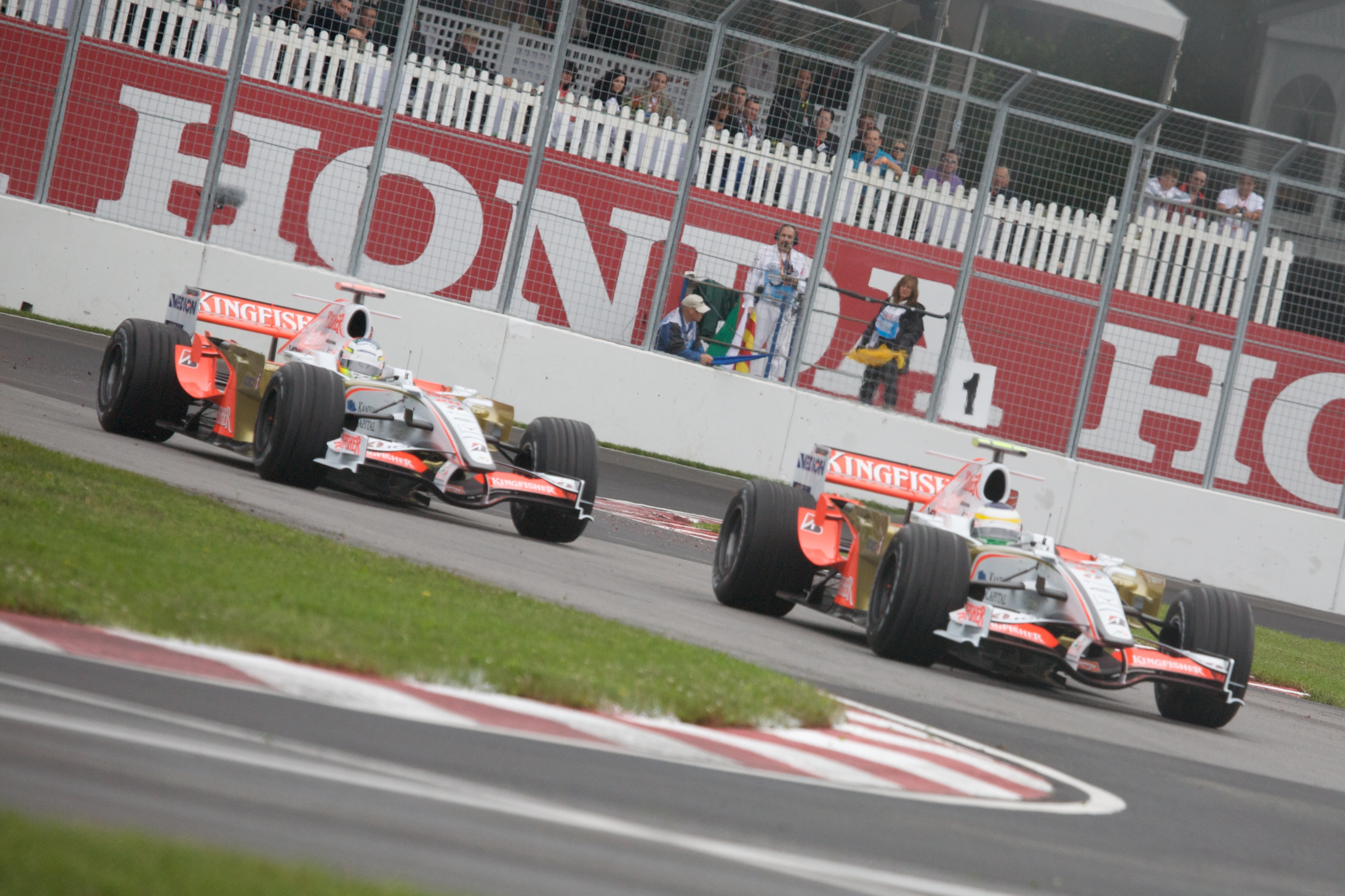
Cele două mașini Force India în.

Melbourne a fost scena primei curse pentru Force India și, deși Marele Premiu al Australiei a oferit echipei un început modest, cu ambii piloți abandonând în primele câteva tururi, următoarea cursă din Malaysia a adus echipei primul final, unde Fisichella s-a clasat pe locul 12. După ce rezultatele dezamăgitoare din primele curse, Sutil a oferit echipei șansa de a marca primele puncte în Marele Premiu al Principatului Monaco, dar spre sfârșitul cursei, Kimi Räikkönen de la Ferrari a pierdut controlul și a lovit mașina lui Sutil provocând o retragere imediată. Deși un Gascoyne furios a cerut penalizarea lui Räikkönen, depășirile în condiții de steag galben ar fi însemnat că Sutil va primi și el o penalizare de timp post-cursă, ieșind în afara punctelor. Actualizările continue pentru îmbunătățirea fiabilității și performanței au permis echipei să închidă decalajul asupra celor mai rapide echipe din timpul sezonului, deși retragerea din campionat a lui Super Aguri însemna că cele două mașini porneau din spatele grilei pentru majoritatea curselor. O schimbare de transmisie introdusă la Valencia a marcat sfârșitul dezvoltării pentru mașină; proprietarul echipei Mallya și-a dat seama de problemele de subfinanțare și schimbările continue de management au determinat echipa să rămână în spatele grilei. Încă de când Mallya a cumpărat echipa, Force India s-a concentrat pe sezonul 2009, crezând că noile reglementări vor aduce rezultate mai bune. În ciuda faptului că s-au oprit îmbunătățirile pe VJM01, Fisichella s-a calificat pe locul 12 pentru Marele Premiu al Italiei în timpul unei sesiuni de calificări extrem de umedă; Cu toate acestea, el a suferit un accident în timpul cursei. Fisichella și-a continuat forma bună, ajungând în anumite momente pe locul doi în timpul rundei din Singapore și pe locul cinci la Marele Premiu al Braziliei, cursa de final a sezonului; O mașină de siguranță înainte de oprirea sa la boxe i-a anulat șansa la puncte în Singapore, în timp ce problemele de transmisie din Brazilia l-au lăsat pe locul 18 și cu două tururi în urma liderului. Force India a terminat sezonul pe locul 10 în Campionatul Constructorilor, iar Fisichella a obținut cea mai bună a echipei, locul 10 la Marele Premiu al Spaniei.

### Sezonul 2009
Force India a păstrat aceiași piloți pentru sezonul 2009. VJM02 a fost propulsat de motoarele Mercedes-Benz, după ce echipa a semnat un contract pe cinci ani la 10 noiembrie 2008. Acordul a inclus, de asemenea, o furnizare de cutii de viteze McLaren-Mercedes, sisteme hidraulice și caracteristici KERS. Mașina a fost dezvăluită la 1 martie 2009.

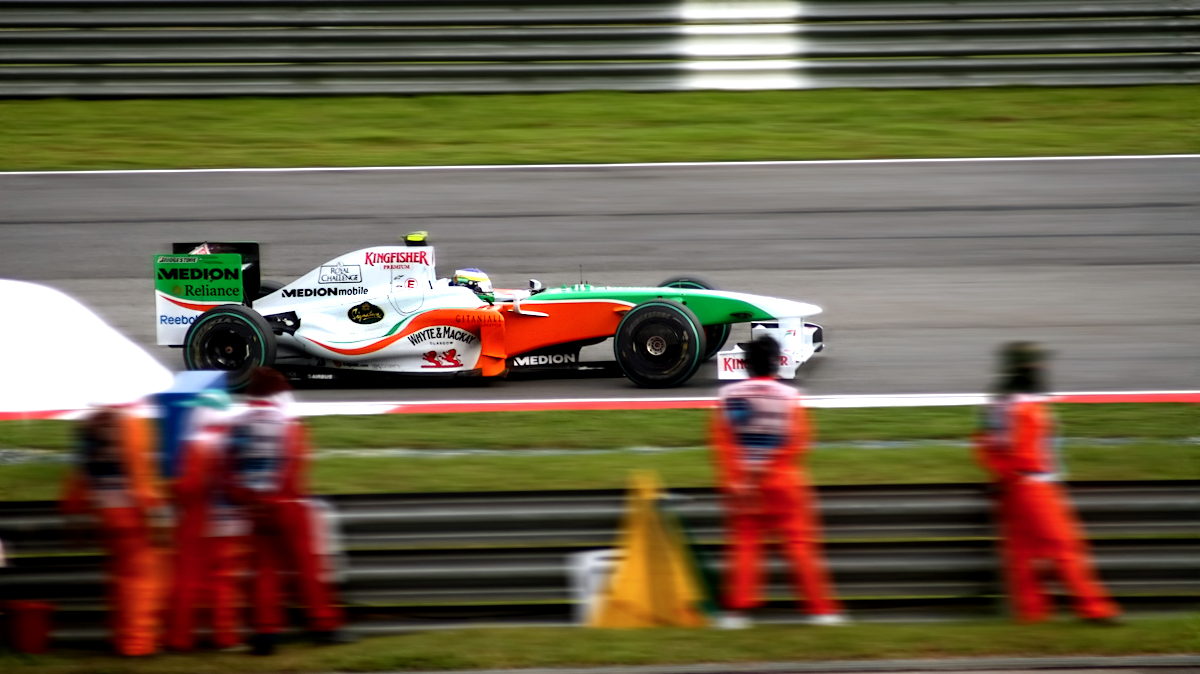
Giancarlo Fisichella în.

La Marele Premiu al Chinei, desfășurat pe ploaie, Sutil era aproape să asigure primele puncte ale echipei, rulând pe locul șase în fața lui Lewis Hamilton și Timo Glock când, cu șase tururi rămase, acvaplanarea a forțat mașina Force India în afara pistei. La Marele Premiu al Germaniei, Sutil s-a calificat pe locul șapte și s-a luptat pentru puncte, ajungând pe locul doi la un moment dat, înainte de a se ciocni cu Kimi Räikkönen după ce a ieșit de la boxe și a fost obligat să oprească din nou pentru a schimba o aripă față ruptă. A terminat pe locul 15.
Force India a obținut primul pole position din Formula 1 la Marele Premiu al Belgiei de pe Spa-Francorchamps, când Fisichella s-a calificat cel mai rapid. El a terminat cursa în poziția a doua, la mai puțin de o secundă în spatele lui Kimi Räikkönen, câștigând pentru Force India primele puncte și primul podium. Ratarea victoriei a fost parțial influențată de lipsa de KERS a mașinii, un sistem prezent pe Ferrari.
La 3 septembrie 2009, Force India a anunțat că îl eliberează pe Fisichella din contractul său pentru a-i permite să facă conducă pentru Ferrari pentru restul sezonului. S-a anunțat patru zile mai târziu că pilotul de testare Vitantonio Liuzzi îl va înlocui Fisichella pentru cursele rămase.

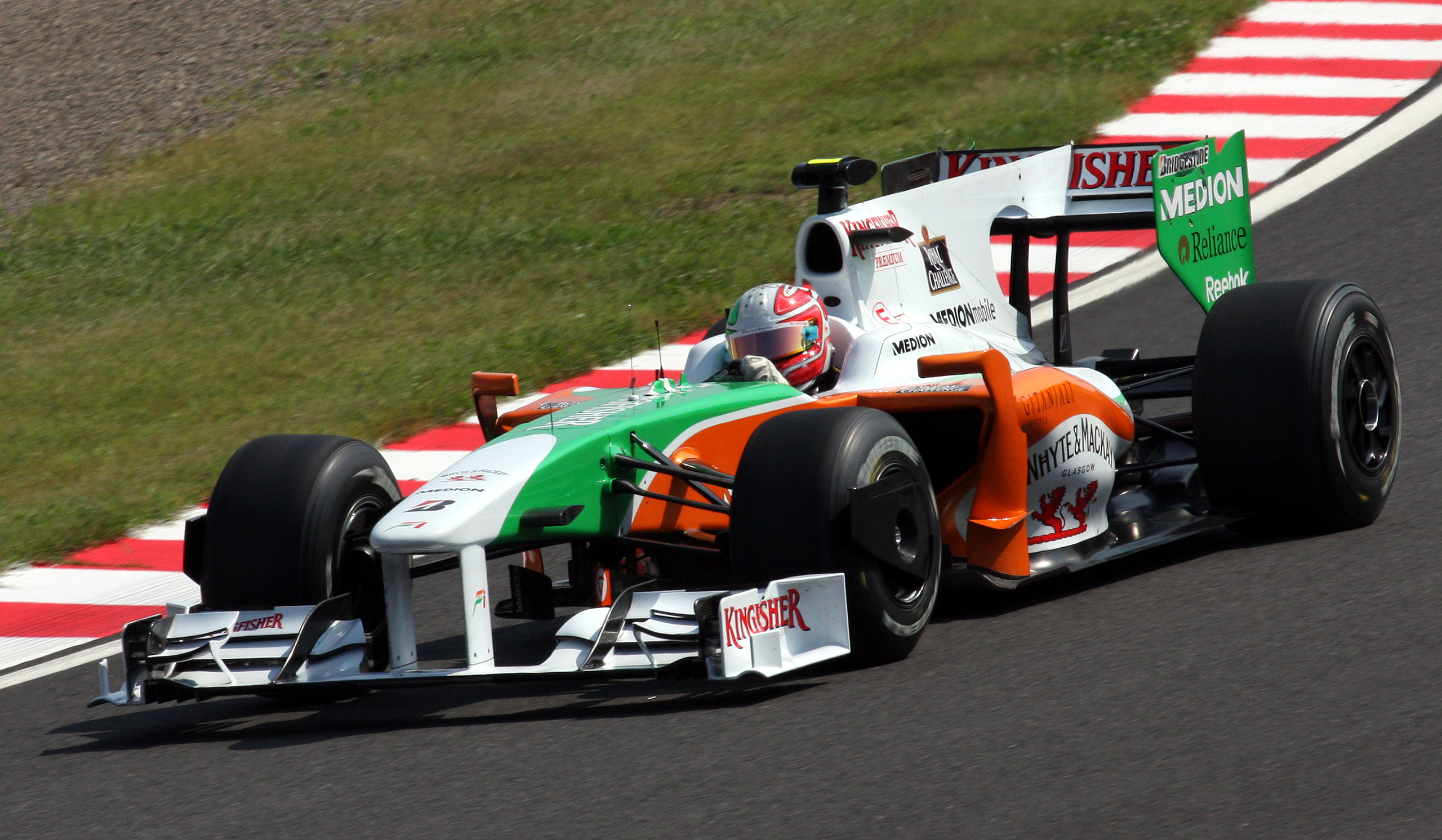
Vitantonio Liuzzi în.

În calificările pentru Marele Premiu al Italie de la Monza, Sutil s-a calificat pe locul doi și Liuzzi, la debutul său pentru echipă, s-a calificat pe locul șapte. În ziua cursei, Sutil a terminat pe locul patru și a înregistrat cel mai rapid tur al cursei. În timp ce se afla pe locul patru în cursă, Liuzzi a trebuit să se retragă din cauza unei defecțiuni de transmisie. Force India a încheiat sezonul pe locul nouă,în fața Scuderiei Toro Rosso, acumulând 13 puncte. Cu toate acestea, poziția nu a reflectat imensa îmbunătățire pe care Force India a făcut-o în comparație cu începutul sezonului.

### Sezonul 2010
Echipa a anunțat pe 27 noiembrie 2009 că îi va păstra pe Adrian Sutil și Vitantonio Liuzzi pentru sezonul 2010. Echipa i-a testat pe Paul di Resta și J. R. Hildebrand la Jerez, cu di Resta stabilind un timp mult mai rapid. Di Resta a fost confirmat ca pilot de testare al echipei pe 2 februarie 2010. Pe 9 februarie 2010, Force India și-a dezvăluit noua mașină, VJM03, care urma să fie folosită în 2010.

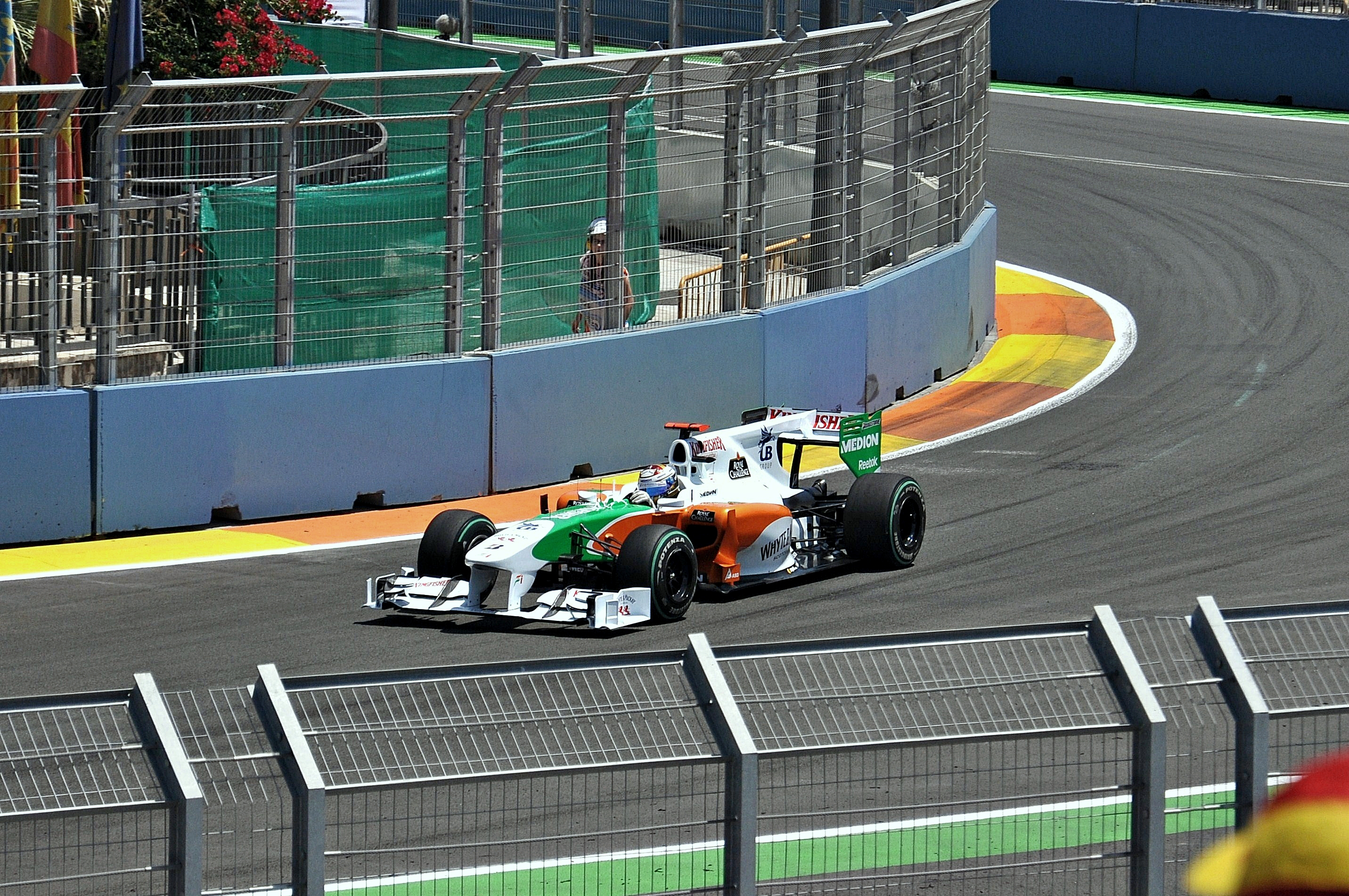
Adrian Sutil în de la Valencia.

Sezonul a început cu puncte în Bahrain, Liuzzi terminând pe poziția a noua. Sutil se calificase pe locul zece, dar a fost implicat într-un incident din primul tur cu Robert Kubica de la Renault. În cele din urmă, și-a revenit pentru a termina pe locul 12. În Australia, Sutil s-a calificat din nou în top 10, Liuzzi calificându-se pe locul 13. Liuzzi a terminat cursa pe locul șapte, în timp ce Sutil s-a retras din cauza unei probleme la motor. În Malaysia, Sutil a marcat zece puncte prin clasarea pe locul cinci, iar Liuzzi s-a retras devreme din cauza unei probleme cu accelerația, fiind prima sa retragere din sezon. În următoarele câteva curse, în afară de un abandon al lui Liuzzi, Force India a avut curse liniștite la mijlocul grilei, rămânând în principal în afara acțiunii din fața și spatele lor, cu Sutil înscriind puncte în Spania. La Monaco, ambele mașini au terminat cursa pe locurile opt și nouă, evitând numeroasele incidente, oferind echipei primul punctaj dublu. În Turcia, Sutil a terminat pe locul 9, înscriind două puncte, în timp ce Liuzzi a terminat pe locul 13. La următoarea cursă, cea de la Montreal, ambele mașini au obținut puncte, Liuzzi terminând pe locul 9 iar Sutil pe locul 10.
Force India a încheiat sezonul pe locul șapte cu 68 de puncte, înaintea lui Sauber, dar cu un punct în spatele lui Williams.

### Sezonul 2011

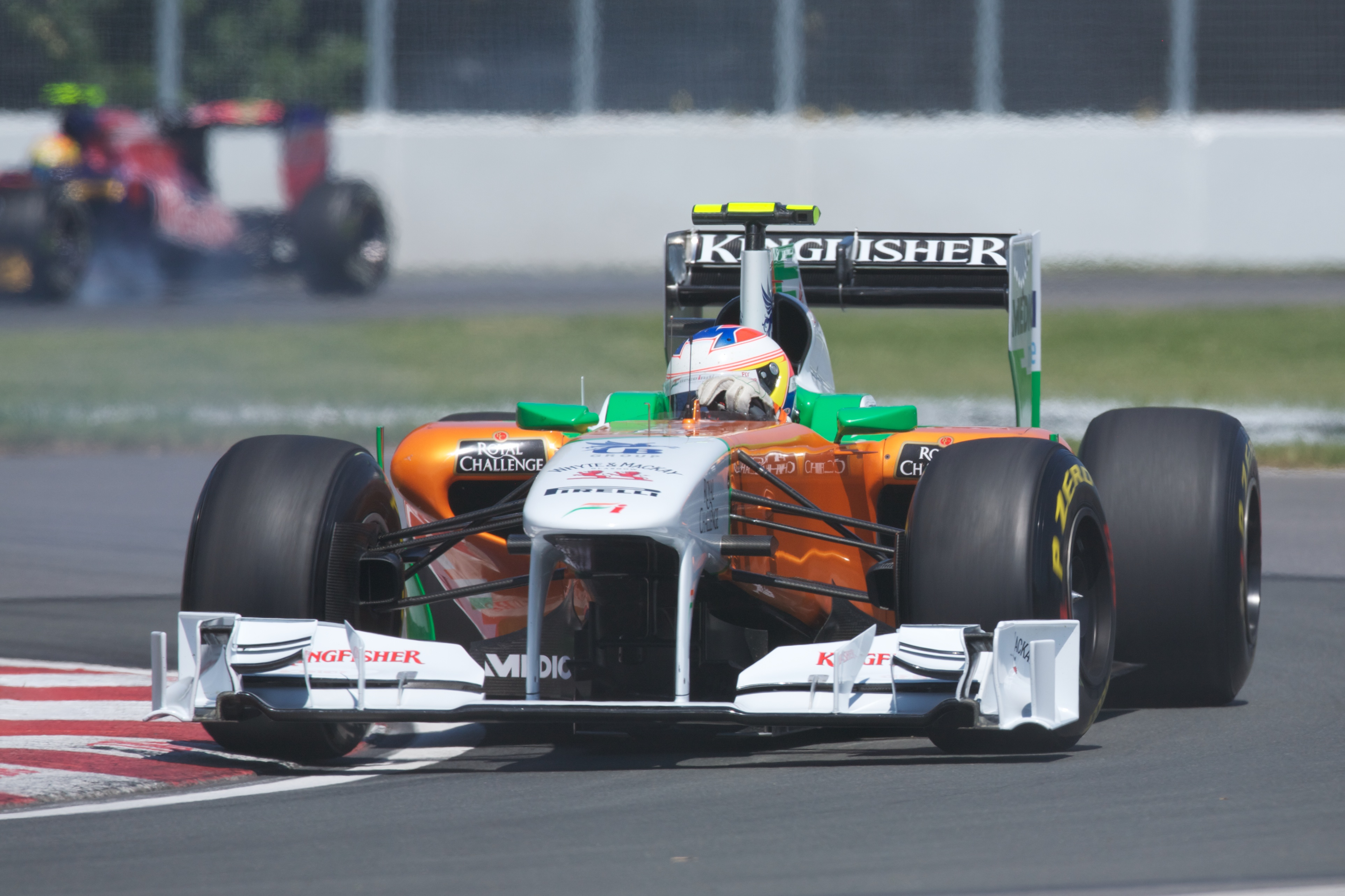
Paul di Resta în.

Pe 26 ianuarie 2011, echipa a anunțat că pilotul de rezervă Paul di Resta va fi promovat pe un loc de cursă pentru sezonul 2011, în parteneriat cu Adrian Sutil. Echipa și-a lansat noua mașină, VJM04, pe 8 februarie 2011. VJM04 este prima mașină creată sub noul director tehnic Andrew Green și dezvoltată folosind resursele partenerilor McLaren Applied Technologies și Mercedes-Benz HighPerformanceEngines. În prima cursă a anului, din Australia, Sutil și di Resta au terminat cursa pe locurile 11 și, respectiv, 12, dar ulterior au fost promovați pe locurile 9 și 10, după ce ambele mașini Sauber au fost descalificate pentru o încălcare tehnică legată de aripa din spate a ambelor mașini.
Di Resta a marcat alte puncte în Malaysia, dar a fost nevoit să se retragă în Turcia. Sutil a terminat pe locul șapte la Monaco, pe locul nouă la Valencia și pe locul șase în Germania, înaintea mașinilor Mercedes. Di Resta a terminat pe locul 7 în Ungaria, locul 8 în Italia și a obținut cel mai bun rezultat la Singapore, locul 6, în timp ce Sutil și-a adăugat un loc șapte în Belgia și un loc opt în Singapore. Di Resta a mai marcat un punct în Coreea de Sud, în timp ce la Marele Premiu al Indiei, Sutil a marcat două puncte prin locul nouă. La ultima cursă, din Brazilia, Sutil și-a egalat cel mai bun rezultat al sezonului, în timp ce di Resta a terminat pe locul opt, pentru a ajuta echipa să termine pe locul șase în Campionatul Constructorilor, cu patru puncte în spatele Renault.

### Sezonul 2012
Pentru sezonul din 2012, echipa l-a reținut pe Paul di Resta și l-a înlocuit pe Adrian Sutil cu pilotul de rezervă din 2011, Nico Hülkenberg. Ulterior, Jules Bianchi a fost numit drept pilot de rezervă al echipei și va participa, de asemenea, la antrenamentele de vineri din timpul sezonului. Mașina echipei, VJM05, a fost lansată la Silverstone pe 3 februarie.

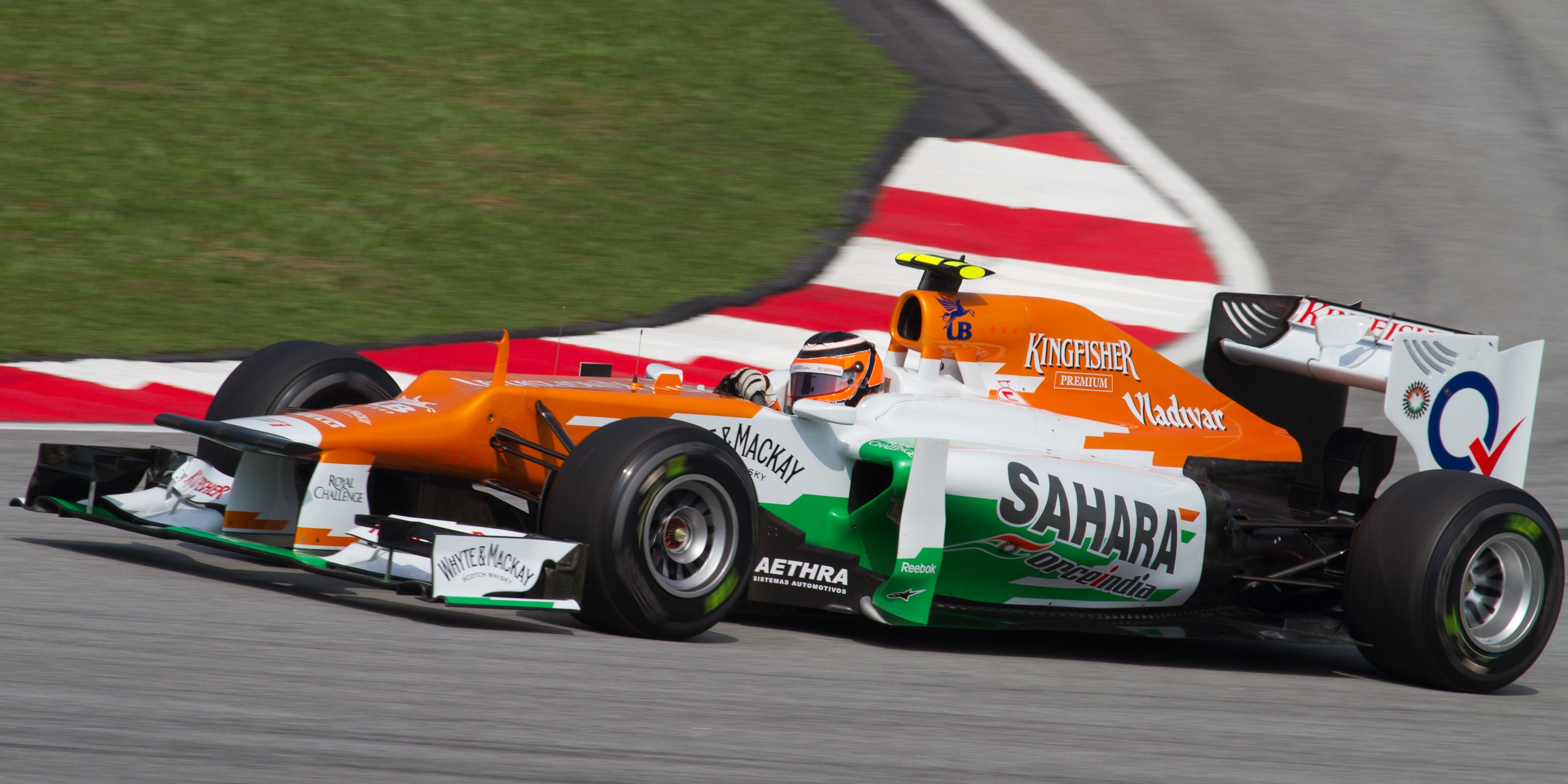
Nico Hülkenberg în.

Echipajul Force India a încercat să se retragă din Marele Premiu al Bahrainului din 2012 din cauza unei revoluții împotriva regimului și a decesului unui protestatar. Cu toate acestea, după refuzul echipei de a merge pe circuit, a avut loc o întâlnire între șeful F1, Bernie Ecclestone, și Force India ce a dus la participarea echipei în Marele Premiu.
În ultima cursă a sezonului, Marele Premiu al Braziliei din 2012, Hülkenberg s-a calificat pe locul 7, dar a fost promovat pe locul 6 după ce Pastor Maldonado a primit o penalizare de 10 locuri pe grilă. Până în turul trei, a avansat cu două locuri, iar în turul cinci l-a depășit pe Fernando Alonso pentru locul trei. El a ajuns pe poziția a doua când Lewis Hamilton de la McLaren a intrat la boxe în turul 11. Hülkenberg a trecut apoi de Jenson Button la începutul turului 19 pentru a prelua conducerea. El și Button au acumulat un avans de 45 de secunde înainte ca mașina de siguranță să fie scoasă din cauza resturilor de pe pistă. El a condus cursa în continuare până când a fost depășit de Hamilton, după ce a derapat la intrarea în virajul 8 în turul 49. În turul 55 a intrat în coliziune cu Hamilton, când partea din spate a mașinii lui Hülkenberg a derapat afară în timp ce încerca să-l depășească la virajul 1. După ce a primit un pedeapsa de drive-through ca urmare a incidentului, Hülkenberg a terminat pe locul cinci.
Force India și-a încheiat campania din 2012 pe locul șapte cu 109 puncte.

### Sezonul 2013
Linia de piloți din 2013 l-a prezentat pe Paul di Resta pentru al treilea an consecutiv. Sezonul a fost, de asemenea, martor la revenirea lui Adrian Sutil la echipă, înlocuindu-l pe Nico Hülkenberg. Noua mașină a echipei, VJM06, a fost lansată pe 1 februarie 2013 la baza de lângă circuitul Silverstone.
La Marele Premiu al Australiei, cursa de deschidere a sezonului, Sutil a terminat pe locul șapte, în timp ce di Resta a terminat pe locul opt, oferind echipei cel mai bun început de sezon. În a patra rundă a sezonului, cea din Bahrain, di Resta a terminat pe locul patru, în timp ce Sutil a terminat pe locul 13.
Force India a încheiat sezonul 2013 pe locul șase, cu 77 de puncte.

### Sezonul 2014

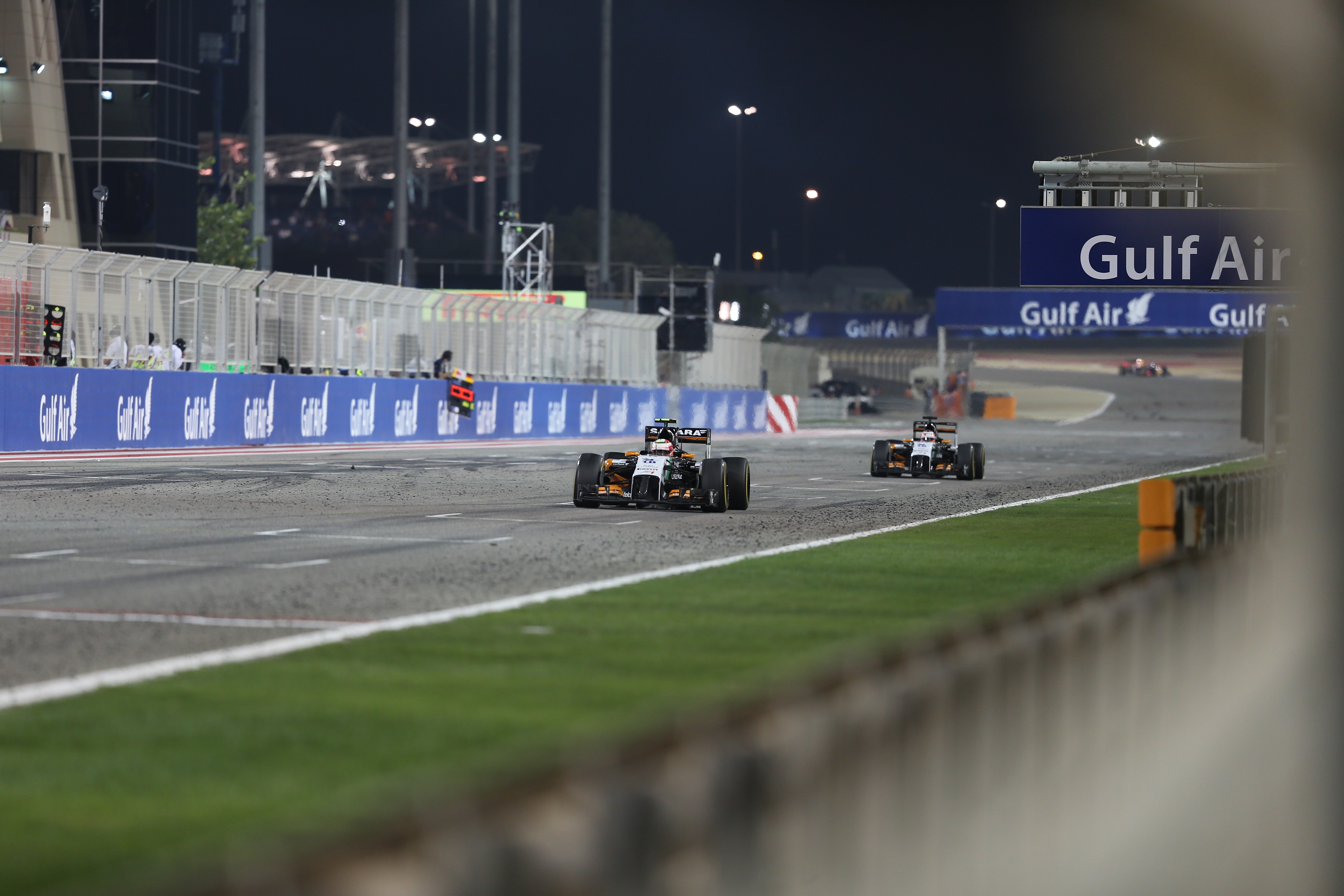
Sergio Pérez, urmat de Nico Hülkenberg în.

Nico Hülkenberg a revenit la echipă pentru 2014, în timp ce Paul di Resta a fost înlocuit de Sergio Pérez. Adrian Sutil s-a mutat la Sauber. Daniel Juncadella a fost semnat de echipă ca pilot de rezervă. În cursa de deschidere a sezonului din Australia, Hülkenberg a terminat pe locul șase, în timp ce Pérez a terminat pe locul zece după descalificarea lui Daniel Ricciardo. Aceasta a fost și prima dată când Hülkenberg a parcurs un tur pe circuitul Albert Park. La Marele Premiu al Bahrainului, Pérez a pus Force India pe podium cu un loc trei, fiind primul podium pentru echipă după Belgia 2009. În Austria, Pérez a realizat al treilea cel mai rapid tur din istoria echipei. Force India a avut un parcurs bun după trecerea la motoare hibride și a grupurilor motopropulsoare cu turbo, deoarece a terminat pe locul șase cu 155 de puncte; cu 125 de puncte în fața echipei Toro Rosso.

### Sezonul 2015

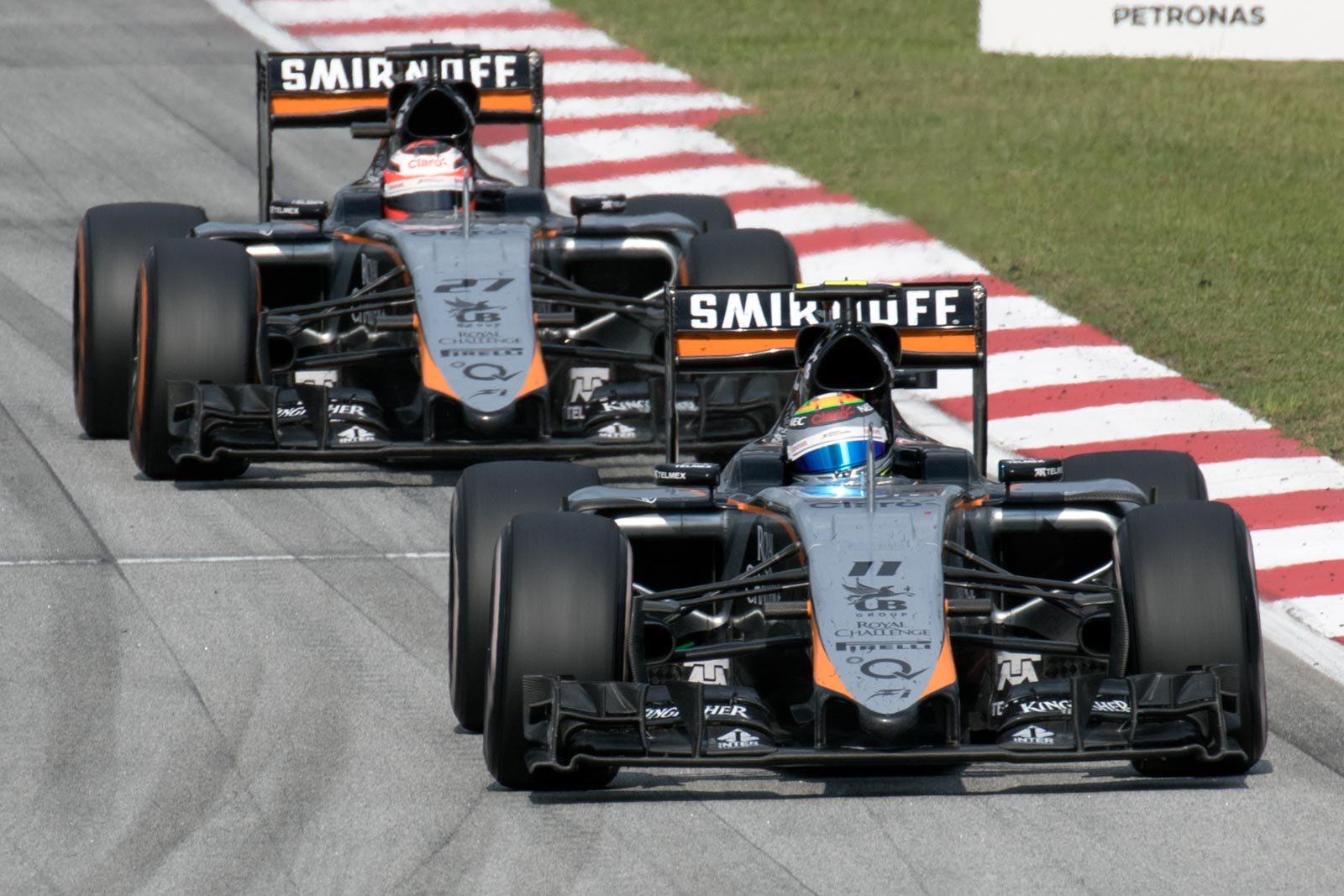
Duo-ul Force India în.

Pe 19 octombrie 2014, echipa a declarat că Hülkenberg și-a asigurat locul pentru 2015. Pe 7 noiembrie 2014, înainte de Marele Premiu al Braziliei, Force India a anunțat că Pérez va rămâne cu echipa și pentru sezonul 2015. Pérez a declarat că negocierile contractului sunt „în desfășurare”, în ceea ce privește o nouă prelungire a contractului. Acordul a fost confirmat oficial două săptămâni mai târziu la Marele Premiu de la Abu Dhabi, Pérez semnând un contract pe doi ani, până la sfârșitul sezonului 2016.
Force India a ratat primul test de presezon de la Jerez din cauza unui eșec inexplicabil în dezvoltarea monopostului VJM08. S-a dezvăluit ulterior că Force India, potrivit lui Ralf Bach, „se confrunta cu un colaps financiar” și era „în prezent în insolvență”. El a sugerat, de asemenea, că întârzierile cu VJM08 s-au datorat faptului că „furnizorii importanți de piese nu au fost plătiți”. Robert Fernley, directorul adjunct al echipei, a recunoscut mai târziu că echipa era foarte aproape să rateze toate cele trei teste de presezon, deși el a spus că ar fi putut folosi mașina din 2014 pentru a face niște „lucrări pentru pilot și anvelope”. Cu toate acestea, mașina din 2015 a echipei a fost dezvăluită în cele din urmă când Hülkenberg a ajuns pe pistă în ziua a doua a celui de-al treilea și ultimului test de la Barcelona. Mașina a fost o versiune actualizată a modelului de anul trecut și a fost imediat fiabilă.

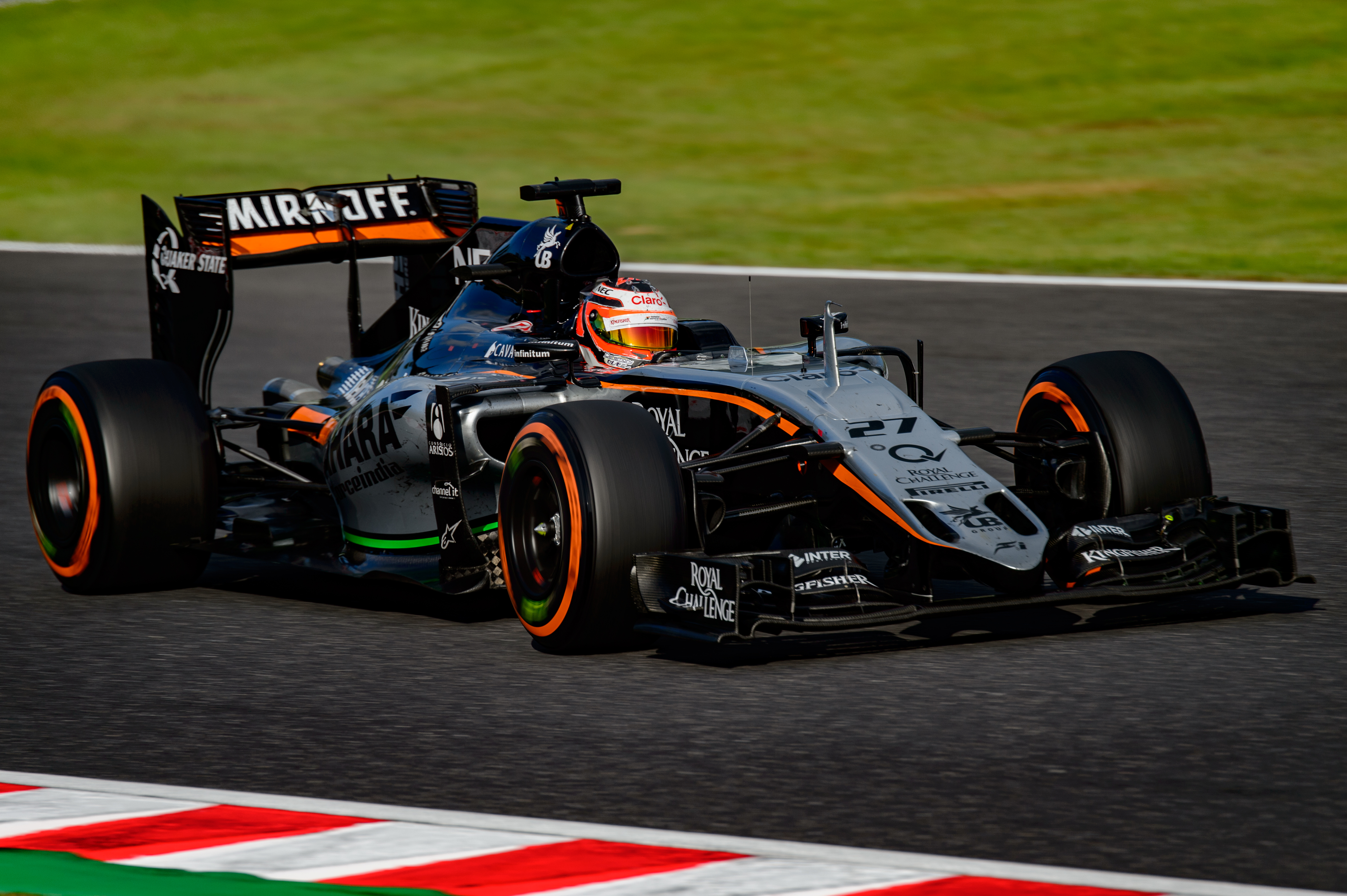
Hülkenberg în.

Ei au avut un început bun de sezon cu Hülkenberg terminând pe un puternic loc șapte în Marele Premiu al Australiei. Cu toate acestea, au avut dificultăți după aceea și nu au mai marcat puncte până la Marele Premiu al Bahrainului. Ambii piloți au avut rezultate puternice în Monaco și Austria. Ulterior, echipa a introdus o mașină cu specificații B foarte modificată la Marele Premiu al Marii Britanii din 2015, având două orificii distinctive în nas. Mașina a reprezentat un pas semnificativ înainte față de predecesorul ei, în special în viraje de mare viteză. În Belgia, Pérez aproape a preluat conducerea cursei în primul tur și a terminat în cele din urmă pe un puternic loc cinci. El a continuat această serie promițătoare cu o clasare pe locul șase la Monza și un loc șapte la Singapore. În septembrie, Sahara Force India a depus o plângere oficială la Uniunea Europeană împotriva Formulei 1 pentru încălcarea legilor competiției. La Marele Premiu al Rusiei, Pérez a reușit să termine pe locul 3, obținând primul său podium de la Marele Premiu al Bahrainului din 2014. Hülkenberg și Pérez au terminat pe locul șapte și al optulea în cursa de acasă a lui Pérez din Ciudad de México.
Această creștere de formă a ajutat Force India să obțină cea mai bună clasare din istoria sa, terminând campionatul constructorilor pe locul 5, cu 136 de puncte adunate, deși a obținut cu 19 puncte mai puține decât în anul precedent. Aceasta a fost o realizare remarcabilă, având în vedere situația financiară a echipei și pregătirile târzii de sezon.

### Sezonul 2016

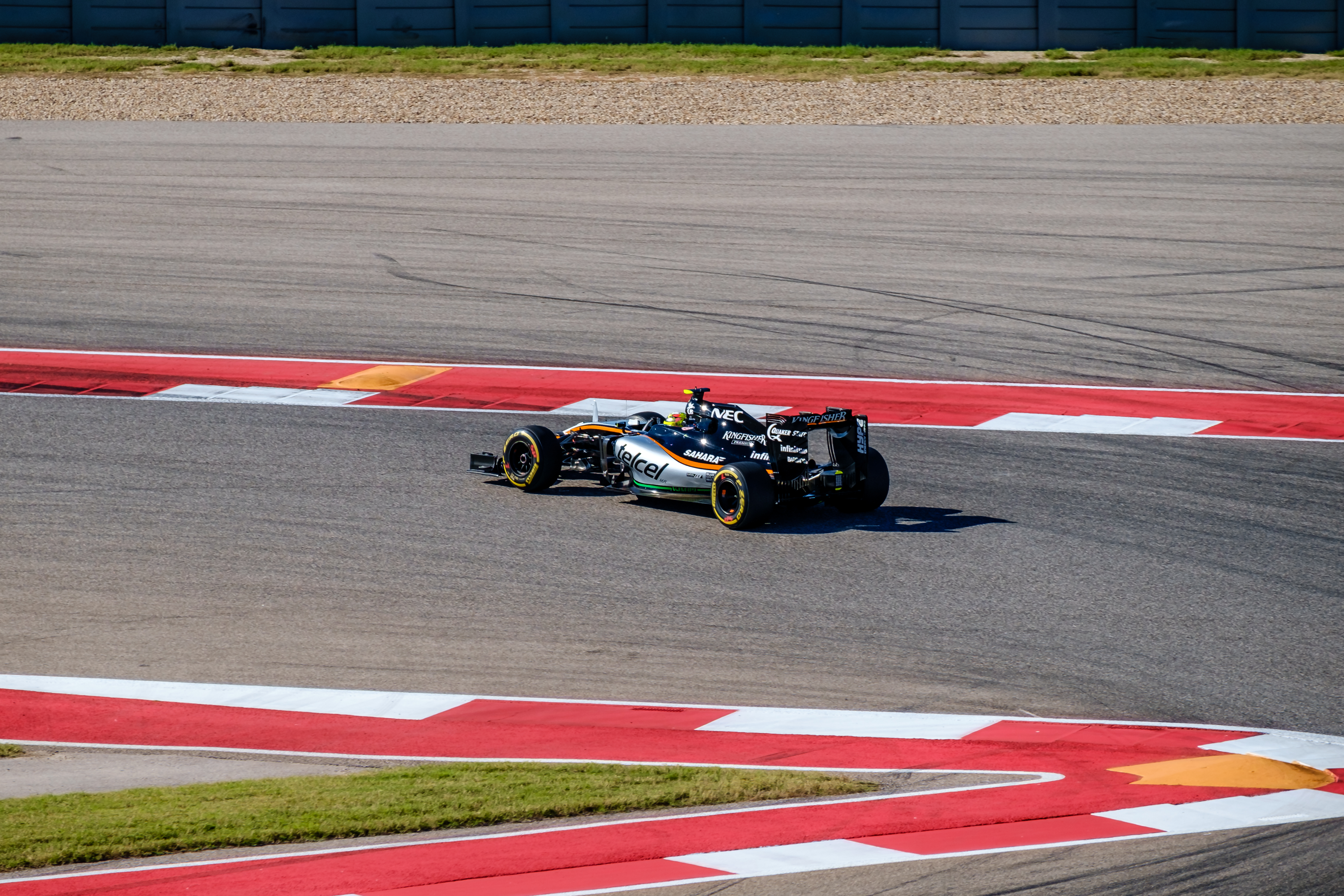
Sergio Pérez în.

Force India i-a păstrat pe Hülkenberg și Pérez pentru al treilea sezon consecutiv în 2016. S-a dovedit a fi cel mai de succes sezon din istoria echipei până în acel moment, după ce a terminat pe locul patru în Campionatul Constructorilor cu 173 de puncte.
Pérez a obținut primul dintre cele două podiumuri la Marele Premiu al Principatului Monaco, terminând pe locul al treilea, fiind prima dată când echipa a marcat un podium la Monaco sub oricare dintre formele sale – Jordan, Midland, Spyker sau Force India. Pérez a terminat din nou pe locul al treilea două curse mai târziu la Marele Premiu al Europei de la Baku. La Marele Premiu al Belgiei, echipa a reușit să obțină prima dublă clasare în top 5 de la Marele Premiu al Bahrainului din 2014, Hülkenberg terminând pe locul patru și Pérez pe locul cinci. Drept urmare, echipa a ocupat locul patru în Campionatul Constructorilor, cea mai înaltă poziție din istoria echipei.

### Sezonul 2017
În 2017, Hülkenberg a părăsit Force India pentru a se alătura lui Renault. Esteban Ocon a fost semnat pentru a-l înlocui în primul său sezon complet în Formula 1, după ce a condus pentru Manor în a doua jumătate a sezonului 2016. Pérez a rămas la Force India pentru al patrulea sezon. VJM10 a adus o schimbare de culoare în urma unui nou contract de sponsorizare cu BWT.

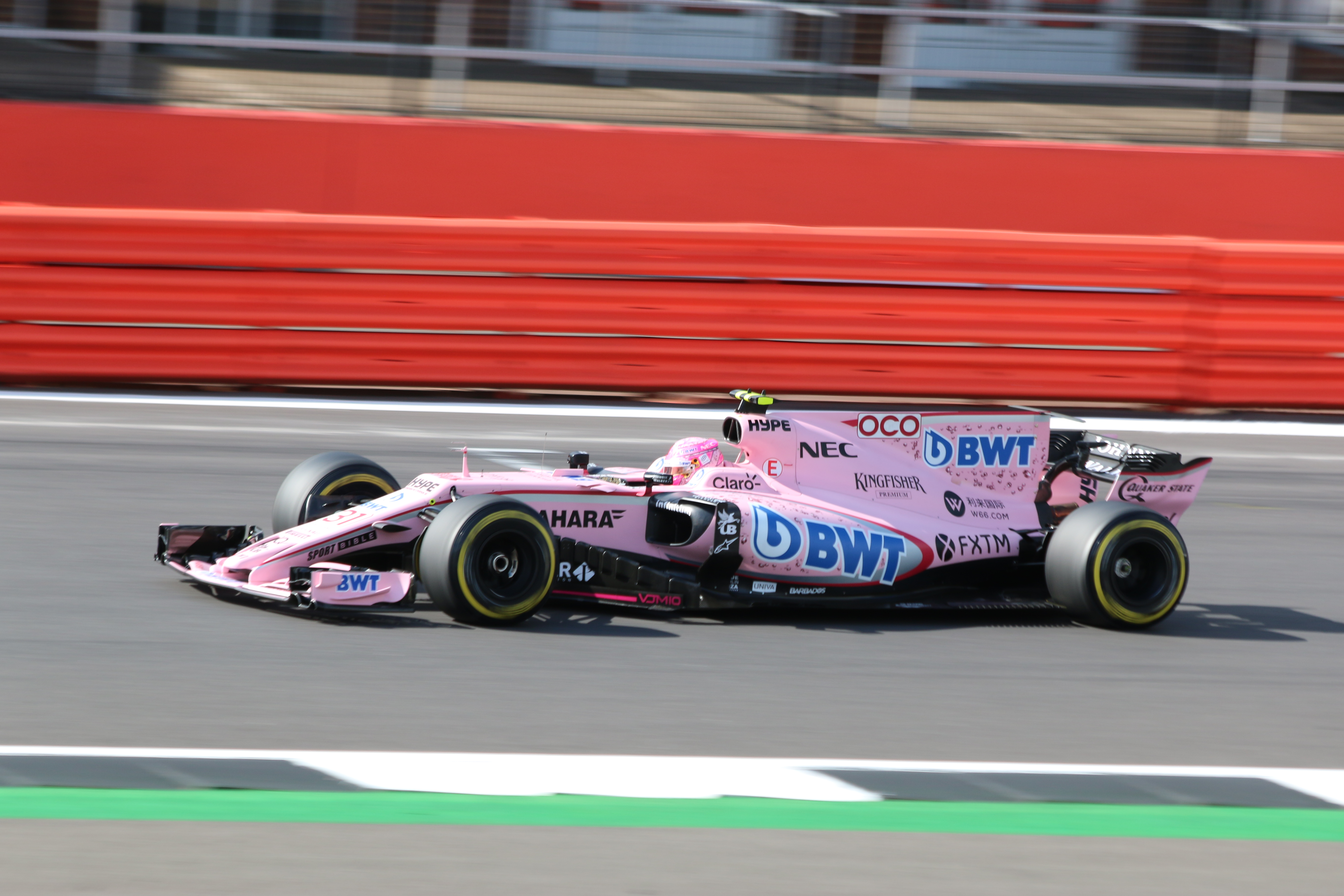
Esteban Ocon în.

Ocon și Pérez au obținut puncte în fiecare dintre primele cinci curse ale sezonului. În Marele Premiu al Spaniei, Pérez a terminat pe locul patru, iar Ocon pe locul cinci, cel mai bun rezultat din carieră. Această serie de puncte s-a încheiat la Marele Premiu al Principatului Monaco, ambele mașini terminând în afara punctelor. Cei doi au fost implicați într-o serie de ciocniri în cursele ulterioare. La Marele Premiu al Azerbaidjanului, ambii piloți s-au ciocnit unul de altul, Pérez și-a avariat suspensia față stânga și și-a pierdut aripa din față, înainte de a se retrage în cele din urmă din cursă. Ocon și-a revenit după o pană pentru a termina pe locul șase. La Marele Premiu al Belgiei, cei doi s-au ciocnit din nou în timp ce se luptau pentru poziție, Ocon stricându-și aripa din față și Pérez obținând o pană. Ocon a terminat pe locul al nouălea, dar Pérez s-a retras la sfârșitul cursei din cauza avariilor suferite.

### Sezonul 2018

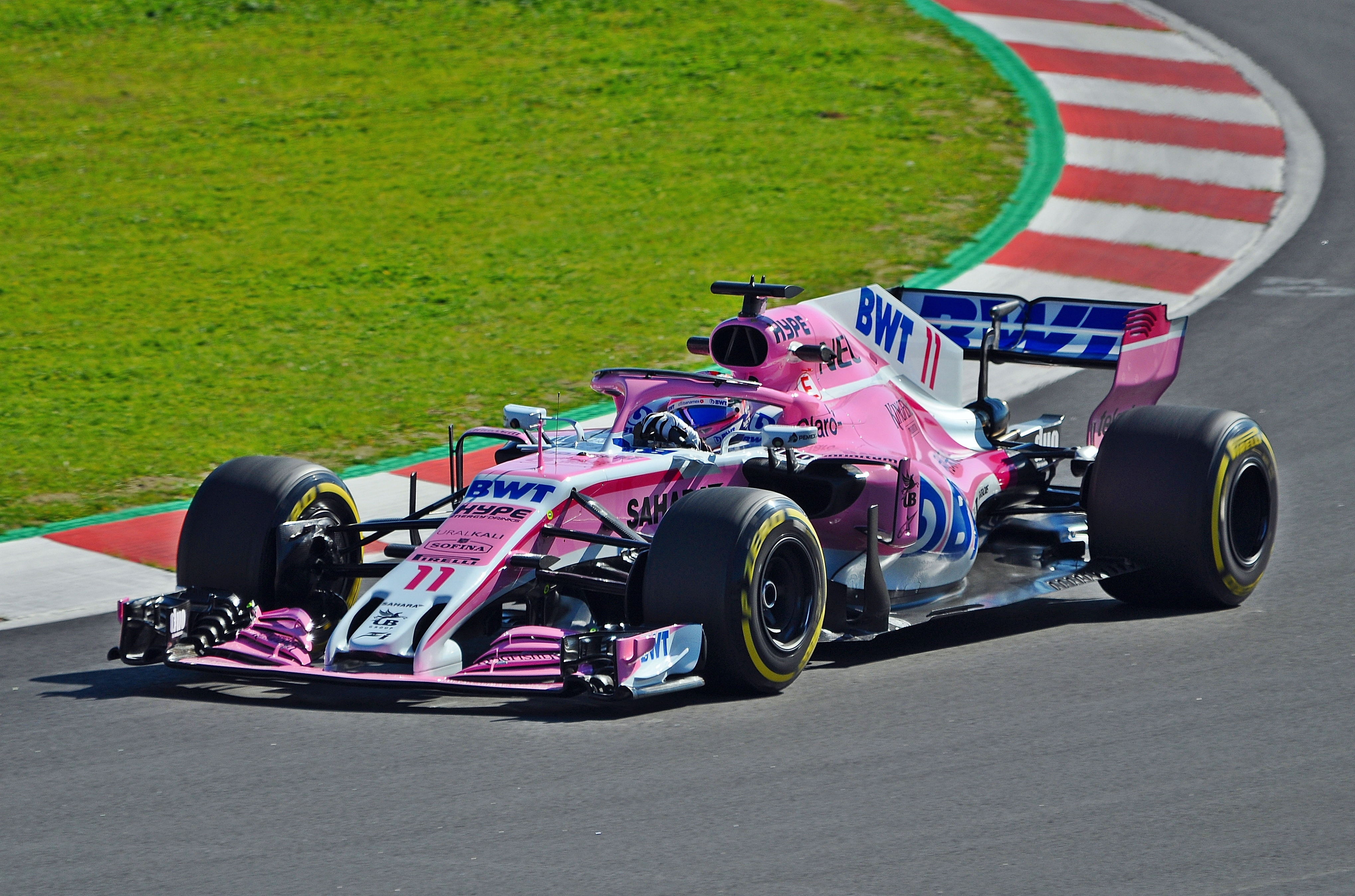
Monmopostul VJM11 pentru a fost ultima mașină construită de Force India.

Pentru sezonul 2018, echipa a păstrat linia de piloți din 2017 formată din Sergio Pérez și Esteban Ocon. La cursa de deschidere a sezonului din Australia, Pérez și Ocon au terminat pe locurile 11, respectiv 12.
Echipa a fost pusă sub administrare judiciară în timpul Marelui Premiu al Ungariei. Acțiunea în justiție a fost inițiată de un grup de creditori, inclusiv Sergio Pérez, ca mijloc de a permite echipei să continue să funcționeze în timp ce căuta un nou proprietar. Pérez a justificat acțiunea ca răspuns la o petiție de lichidare depusă de HMRC și susținută de Formtech, un furnizor, care ar fi dus la o insolvență negestionată a companiei și la colapsul aproape sigur al echipei. Un consorțiu condus de Lawrence Stroll a ajuns să achiziționeze activele echipei.

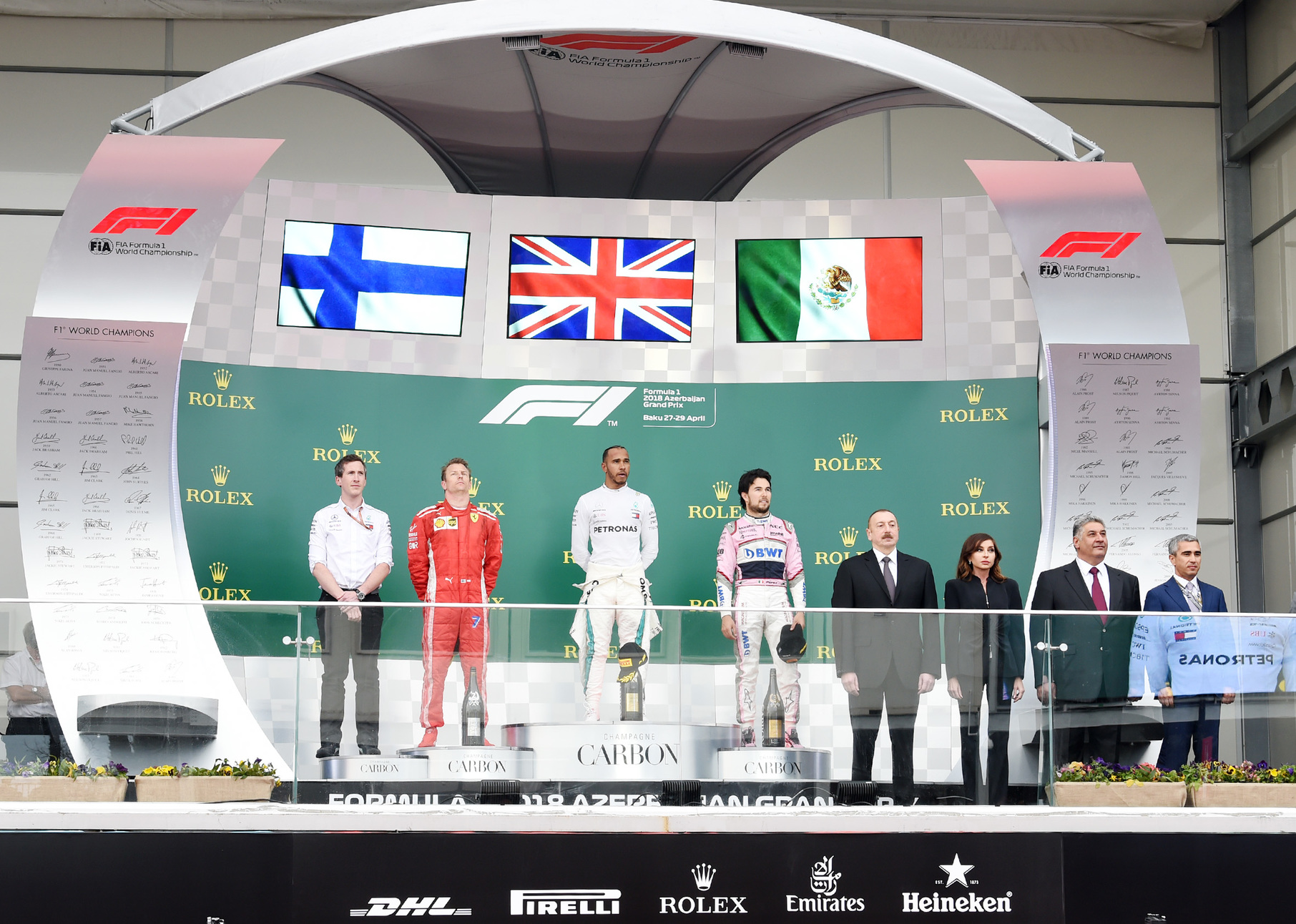
Ultimul podium al echipei indiene la : Lewis Hamilton, Kimi Räikkönen și Sergio Pérez.

Apropiindu-se de Marele Premiu al Belgiei din 2018, situația privind capacitatea echipei de a concura a rămas nesigură, întrucât pentru a cumpăra acțiunile din echipă, consorțiul avea nevoie de un acord cu creditorii companiei-mamă - ce includeau 13 bănci care dețineau un ordin de înghețare peste bunurile părintelui. Un acord nu a putut fi încheiat la timp, astfel încât consorțiul nu a putut cumpăra acțiunile și s-a limitat la achiziționarea doar a activelor echipei. Echipa a trebuit apoi să participe în Campionatul Mondial de Formula 1 sub un nou nume, adăugând astfel „Racing Point” la numele echipei. FIA a exclus astfel fosta înscriere a Force India din campionat „din cauza incapacității sale de a finaliza sezonul” și a salutat noua entitate juridică, Racing Point Force India F1 Team, căreia i s-a permis să concureze, dar nu să păstreze vreun punct al echipei vechi. Acest lucru a marcat sfârșitul constructorului care fusese fondat în 2008.

## Palmares complet în Campionatul Mondial de Formula 1
| Legendă      | Legendă                                  |
| Culoare      | Rezultat                                 |
| ------------ | ---------------------------------------- |
| Auriu        | Câștigător                               |
| Argintiu     | Locul 2                                  |
| Bronz        | Locul 3                                  |
| Verde        | Alte locuri care punctează               |
| Albastru     | Alte locuri                              |
| Albastru     | Nu s-a clasat, dar a terminat cursa (NC) |
| Purpuriu     | A abandonat cursa (Ab)                   |
| Negru        | Descalificat (DSC)                       |
| Alb          | Nu a luat startul (NS)                   |
| Roșu         | Nu s-a calificat (NSC)                   |
| Fără culoare | Retras înainte de calificări (Ret)       |
| Fără culoare | Exclus (EX)                              |
| Fără culoare | Nu a participat (celulă goală)           |
| Adnotare     | Însemnătate                              |
| P            | Pole position                            |
| R            | Cel mai rapid tur                        |

| Sezon  | Șasiu | Motor                          | Pneu | Piloți               | 1   | 2   | 3   | 4   | 5   | 6   | 7   | 8   | 9   | 10  | 11  | 12  | 13  | 14  | 15  | 16  | 17  | 18  | 19  | 20  | 21  | Poz. | Pct. |
| ------ | ----- | ------------------------------ | ---- | -------------------- | --- | --- | --- | --- | --- | --- | --- | --- | --- | --- | --- | --- | --- | --- | --- | --- | --- | --- | --- | --- | --- | ---- | ---- |
| 2008   | VJM01 | Ferrari 056 2,4 V8             | B    |                      | AUS | MYS | BHR | ESP | TUR | MCO | CAN | FRA | GBR | DEU | HUN | EUR | BEL | ITA | SGP | JPN | CHN | BRA | N/A | 0   | 10  |      |      |
| 2008   | VJM01 | Ferrari 056 2,4 V8             | B    | Adrian Sutil         | Ab  | Ab  | 19  | Ab  | 16  | Ab  | Ab  | 19  | Ab  | 15  | Ab  | Ab  | 13  | 19  | Ab  | Ab  | Ab  | 16  | N/A | 0   | 10  |      |      |
| 2008   | VJM01 | Ferrari 056 2,4 V8             | B    | Giancarlo Fisichella | Ab  | 12  | 12  | 10  | Ab  | Ab  | Ab  | 18  | Ab  | 16  | 15  | 14  | 17  | Ab  | 14  | Ab  | 17  | 18  | N/A | 0   | 10  |      |      |
| 2009   | VJM02 | Mercedes FO 108W 2,4 V8        | B    |                      | AUS | MYS | CHN | BHR | ESP | MCO | TUR | GBR | DEU | HUN | EUR | BEL | ITA | SGP | JPN | BRA | ABU | N/A | 13  | 9   |     |      |      |
| 2009   | VJM02 | Mercedes FO 108W 2,4 V8        | B    | Adrian Sutil         | 9   | 17  | 17* | 16  | Ab  | 14  | 17  | 17  | 15  | Ab  | 10  | 11  | 4R  | Ab  | 13  | Ab  | 17  | N/A | 13  | 9   |     |      |      |
| 2009   | VJM02 | Mercedes FO 108W 2,4 V8        | B    | Giancarlo Fisichella | 11  | 18* | 14  | 15  | 14  | 9   | Ab  | 10  | 11  | 14  | 12  | 2P  |     |     |     |     |     | N/A | 13  | 9   |     |      |      |
| 2009   | VJM02 | Mercedes FO 108W 2,4 V8        | B    | Vitantonio Liuzzi    |     |     |     |     |     |     |     |     |     |     |     |     | Ab  | 14  | 14  | 11  | 15  | N/A | 13  | 9   |     |      |      |
| 2010   | VJM03 | Mercedes FO 108X 2,4 V8        | B    |                      | BHR | AUS | MYS | CHN | ESP | MCO | TUR | CAN | EUR | GBR | DEU | HUN | BEL | ITA | SGP | JPN | KOR | BRA | ABU | N/A | 68  | 7    |      |
| 2010   | VJM03 | Mercedes FO 108X 2,4 V8        | B    | Adrian Sutil         | 12  | Ab  | 5   | 11  | 7   | 8   | 9   | 10  | 6   | 8   | 17  | Ab  | 5   | 16  | 9   | Ab  | Ab  | 12  | 13  | N/A | 68  | 7    |      |
| 2010   | VJM03 | Mercedes FO 108X 2,4 V8        | B    | Vitantonio Liuzzi    | 9   | 7   | Ab  | Ab  | 15* | 9   | 13  | 9   | 16  | 11  | 16  | 13  | 10  | 12  | Ab  | Ab  | 6   | Ab  | Ab  | N/A | 68  | 7    |      |
| 2011   | VJM04 | Mercedes FO 108Y 2,4 V8        | P    |                      | AUS | MYS | CHN | TUR | ESP | MCO | CAN | EUR | GBR | DEU | HUN | BEL | ITA | SGP | JPN | KOR | IND | ABU | BRA | N/A | 69  | 6    |      |
| 2011   | VJM04 | Mercedes FO 108Y 2,4 V8        | P    | Adrian Sutil         | 9   | 11  | 15  | 13  | 13  | 7   | Ab  | 9   | 11  | 6   | 14  | 7   | Ab  | 8   | 11  | 11  | 9   | 8   | 6   | N/A | 69  | 6    |      |
| 2011   | VJM04 | Mercedes FO 108Y 2,4 V8        | P    | Paul di Resta        | 10  | 10  | 11  | Ab  | 12  | 12  | 18* | 14  | 15  | 13  | 7   | 11  | 8   | 6   | 12  | 10  | 13  | 9   | 8   | N/A | 69  | 6    |      |
| 2012   | VJM05 | Mercedes FO 108Z 2,4 V8        | P    |                      | AUS | MYS | CHN | BHR | ESP | MCO | CAN | EUR | GBR | DEU | HUN | BEL | ITA | SGP | JPN | KOR | IND | ABU | USA | BRA | N/A | 109  | 7    |
| 2012   | VJM05 | Mercedes FO 108Z 2,4 V8        | P    | Paul di Resta        | 10  | 7   | 12  | 6   | 14  | 7   | 11  | 7   | Ab  | 11  | 12  | 10  | 8   | 4   | 12  | 12  | 12  | 9   | 15  | 19* | N/A | 109  | 7    |
| 2012   | VJM05 | Mercedes FO 108Z 2,4 V8        | P    | Nico Hülkenberg      | Ab  | 9   | 15  | 12  | 10  | 8   | 12  | 5   | 12  | 9   | 11  | 4   | 21* | 14R | 7   | 6   | 8   | Ab  | 8   | 5   | N/A | 109  | 7    |
| 2013   | VJM06 | Mercedes FO 108Z 2,4 V8        | P    |                      | AUS | MYS | CHN | BHR | ESP | MCO | CAN | GBR | DEU | HUN | BEL | ITA | SGP | KOR | JPN | IND | ABU | USA | BRA | N/A | 77  | 6    |      |
| 2013   | VJM06 | Mercedes FO 108Z 2,4 V8        | P    | Paul di Resta        | 8   | Ab  | 8   | 4   | 7   | 9   | 7   | 9   | 11  | 18* | Ab  | Ab  | 20* | Ab  | 11  | 8   | 6   | 15  | 11  | N/A | 77  | 6    |      |
| 2013   | VJM06 | Mercedes FO 108Z 2,4 V8        | P    | Adrian Sutil         | 7   | Ab  | Ab  | 13  | 13  | 5   | 10  | 7   | 13  | Ab  | 9   | 16* | 10  | 20* | 14  | 9   | 10  | Ab  | 13  | N/A | 77  | 6    |      |
| 2014   | VJM07 | Mercedes PU106A Hybrid 1,6 V6t | P    |                      | AUS | MYS | BHR | CHN | ESP | MCO | CAN | AUT | GBR | DEU | HUN | BEL | ITA | SGP | JPN | RUS | USA | BRA | ABU | N/A | 155 | 6    |      |
| 2014   | VJM07 | Mercedes PU106A Hybrid 1,6 V6t | P    | Sergio Pérez         | 10  | NS  | 3   | 9   | 9   | Ab  | 11* | 6R  | 11  | 10  | Ab  | 8   | 7   | 7   | 10  | 10  | Ab  | 15  | 7   | N/A | 155 | 6    |      |
| 2014   | VJM07 | Mercedes PU106A Hybrid 1,6 V6t | P    | Nico Hülkenberg      | 6   | 5   | 5   | 6   | 10  | 5   | 5   | 9   | 8   | 7   | Ab  | 10  | 12  | 9   | 8   | 12  | Ab  | 8   | 6   | N/A | 155 | 6    |      |
| 2015   | VJM08 | Mercedes PU106B Hybrid 1,6 V6t | P    |                      | AUS | MYS | CHN | BHR | ESP | MCO | CAN | AUT | GBR | HUN | BEL | ITA | SGP | JPN | RUS | USA | MEX | BRA | ABU | N/A | 136 | 5    |      |
| 2015   | VJM08 | Mercedes PU106B Hybrid 1,6 V6t | P    | Sergio Pérez         | 10  | 13  | 11  | 8   | 13  | 7   | 11  | 9   | 9   | Ab  | 5   | 6   | 7   | 12  | 3   | 5   | 8   | 12  | 5   | N/A | 136 | 5    |      |
| 2015   | VJM08 | Mercedes PU106B Hybrid 1,6 V6t | P    | Nico Hülkenberg      | 7   | 14  | Ab  | 13  | 15  | 11  | 8   | 6   | 7   | Ab  | NS  | 7   | Ab  | 6   | Ab  | Ab  | 7   | 6   | 7   | N/A | 136 | 5    |      |
| 2016   | VJM09 | Mercedes PU106C Hybrid 1,6 V6t | P    |                      | AUS | BHR | CHN | RUS | ESP | MCO | CAN | EUR | AUT | GBR | HUN | DEU | BEL | ITA | SGP | MYS | JPN | USA | MEX | BRA | ABU | 173  | 4    |
| 2016   | VJM09 | Mercedes PU106C Hybrid 1,6 V6t | P    | Sergio Pérez         | 13  | 16  | 11  | 9   | 7   | 3   | 10  | 3   | 17* | 6   | 11  | 10  | 5   | 8   | 8   | 6   | 7   | 8   | 10  | 4   | 8   | 173  | 4    |
| 2016   | VJM09 | Mercedes PU106C Hybrid 1,6 V6t | P    | Nico Hülkenberg      | 7   | 15  | 15R | Ab  | Ab  | 6   | 8   | 9   | 19* | 7   | 10  | 7   | 4   | 10  | Ab  | 8   | 8   | Ab  | 7   | 7   | 7   | 173  | 4    |
| 2017   | VJM10 | Mercedes M08 EQ Power+ 1,6 V6t | P    |                      | AUS | CHN | BHR | RUS | ESP | MCO | CAN | AZE | AUT | GBR | HUN | BEL | ITA | SGP | MYS | JPN | USA | MEX | BRA | ABU | N/A | 187  | 4    |
| 2017   | VJM10 | Mercedes M08 EQ Power+ 1,6 V6t | P    | Sergio Pérez         | 7   | 9   | 7   | 6   | 4   | 13R | 5   | Ab  | 7   | 9   | 8   | 17* | 9   | 5   | 6   | 7   | 8   | 7   | 9   | 7   | N/A | 187  | 4    |
| 2017   | VJM10 | Mercedes M08 EQ Power+ 1,6 V6t | P    | Esteban Ocon         | 10  | 10  | 10  | 7   | 5   | 12  | 6   | 6   | 8   | 8   | 9   | 9   | 6   | 10  | 10  | 6   | 6   | 5   | Ab  | 8   | N/A | 187  | 4    |
| 2018   | VJM11 | Mercedes M09 EQ Power+ 1,6 V6t | P    |                      | AUS | BHR | CHN | AZE | ESP | MCO | CAN | FRA | AUT | GBR | DEU | HUN | BEL | ITA | SGP | RUS | JPN | USA | MEX | BRA | ABU | 0*   | Ex*  |
| 2018   | VJM11 | Mercedes M09 EQ Power+ 1,6 V6t | P    | Sergio Pérez         | 11  | 16  | 12  | 3   | 9   | 12  | 14  | Ab  | 7   | 10  | 7   | 14  |     |     |     |     |     |     |     |     |     | 0*   | Ex*  |
| 2018   | VJM11 | Mercedes M09 EQ Power+ 1,6 V6t | P    | Esteban Ocon         | 12  | 10  | 11  | Ab  | Ab  | 6   | 9   | Ab  | 6   | 7   | 8   | 13  |     |     |     |     |     |     |     |     |     | 0*   | Ex*  |
| Sursa: |       |                                |      |                      |     |     |     |     |     |     |     |     |     |     |     |     |     |     |     |     |     |     |     |     |     |      |      |

Notă
- * Cele 59 de puncte adunate de Force India în 2018 au fost anulate, iar echipa a fost exclusă din campionat înainte de Marele Premiu al Belgiei. Activele echipei au fost vândute și apoi reintroduse sub același nume „Force India-Mercedes” de către o echipă nou formată numită Racing Point Force India; această echipă a fost tratată ca un participant separat în Campionatul Constructorilor.[94]